# Mesoleptus defectivus
Mesoleptus defectivus là một loài tò vò trong họ Ichneumonidae.